# 어떤 마술의 금서목록의 등장인물 목록
여기서 외전 작품인 《어떤 과학의 초전자포》과 《어떤 과학의 일방통행》의 등장인물도 함께 다루기로 한다.

## 메인 캐릭터
본 문서의 이해를 돕기 위한 비자유 그림이 있습니다. 
링크의 파일을 직접 올려 주세요
카미조 토우마(上条 当麻 가미조 도마[*], 이매진 브레이커) C.V.: 아베 아츠시/마이카 솔러소드/최원형
학원 도시 제 7학구의 기숙사에 거주하고 있는 고등학생. 초능력이 모든것을 결정하는 학원도시인지라 '레벨0'의 토우마는 무능력자로 불리며 좋은 취급을 받지 못한다. 학교에서의 성적은 바닥을 길 정도로 나쁘고 친구들로부터 바보소리를 듣기도 하지만, 판단능력과 이해력이 뛰어나고 정의감이 투철하여 남을 잘도와주는 착한성격. 남을 위해서라면 신변의 위험조차 돌보지 않는다. 자타 공인 불행 체질로 인해 항상 이상한 사건에 말려들어 험한 꼴을 당하는게 일상.
하지만 무능력자인 토우마는 남들에게는 없는 이상한 힘을 지니고 있으니, 자신의 오른손에 닿는 것만으로 초능력을 비롯한 어떠한 이능의 힘이든 모두 무효화 시키는 『환상살/이매진 브레이커(Imagine Breaker)'이 그것이다. 그러나 학원도시의 초능력 계측 시스템으로는 측정할 수 없기 때문에 능력자로서의 레벨이 0에 랭크된 것이다. 토우마의 '이매진 브레이커'는 초능력도 아니고 마술도 아닌 힘이기에 작품이 진행되면서 각진영의 관계자들이 유심히 지켜보는 형태로 발전한다.
1권에서 인덱스와 조우한 뒤 마술 세계의 사건과 연관되었으며, 이후엔 십자교와도 대립한다. 그러나 '이매진 브레이커'를 제외하면 단순한 고교생이므로 부상을 당하는 경우도 많아서, 사건을 끝낼 때마다 대부분 입원신세를 진다. 말버릇은 '불행해'.
22권에서 '하느님의 오른쪽 자리'의 최후의 한사람인 우방의 피안마와 결판을 낸 이후엔 행방불명. 이후, '신약' 어떤 마술의 금서목록 1권 후반부에서 등장. 마술결사 [새벽 빛의 햇살]에 의해 구조되었다는 설명
인덱스(インデックス 인뎃쿠스[*]) C.V.: 이구치 유카/모니카 리얼/문선희
이 작품의 메인 히로인. 그러나 토우마의 플래그 체질과 그녀 자신의 특수성으로 인해, 사건이 일어나도 울타리 밖에 떼어 놓이는 때가 적지 않다. 영국 청교도 제영성당에 위치한 네세사리우스에 소속된 수녀. 정식명칭은 '금서목록(Index-Librorum-Prohibitorum)'이며 연령은 14~15세가량의 소녀 체형. 평상시는 순백의 천에 금의 자수가 놓인 화려한 수도복을 입고 있다. 용모를 말할 때 곧잘 새하얀 수녀라고 일컬어진다. 완전기억능력을 사용하여 10만 3000권의 마도서의 내용을 기억하는 마도서 도서관. 그 내용은 보통 사람이 한 번 보는 것만으로 미쳐버릴 만큼 위험한 것으로, 세계의 상식(룰)을 바꿀 정도의 가치가 있다. 그 내용을 노리는 추격자는 끊이지 않는다. 추격자로부터 도망 중 빌딩에서 빌딩으로 뛰어 이동하려는 것에 실패하여, 토우마의 방의 베란다에 걸려 있었다.
화가 나면 토우마의 머리를 깨무는 버릇이 있다. 먹는 것을 정말 좋아하는 식욕 소녀. 세계 각지의 마도서를 읽을 수 없으면 안 되니, 어학 능력에도 뛰어나다. 반면 엄청난 과학치로, 특히 기계 전반에 약하다.
마법명은 'Dedi-catus545(헌신적인 새끼양은 강자의 지혜를 지킨다.)'. 마술 자체는 사용할 수 없으나(10만 3000권의 마도서의 마력이 모두 인덱스 한 명에 집중되어 있기 때문. 그러나 이렇게 되면 보통의 마술사의 경우 죽으나 인덱스는 그 마력이 '순환'하기 때문에, 죽지 않는다.), 다른 술사의 영창에 끼어들어 그 발동이나 효과를 저해하는 '스펠 인터셉트(강제영창)'나, 상대술사가 기초로 삼는 교의의 모순점을 철저하게 규탄하는 것으로 상대의 정신을 일시적으로 파괴하는 '셰올피아(마멸의 목소리)'을 사용하여, 어느 정도의 자기 방어는 가능한 듯. 또한 그 방대한 마도서의 기억력에서 상황에 맞는 필요한 정보를 뽑아내어 마술적인 분야에서의 상황 파악이나 작전 제안 등을 시행한다. 마도서에 대한 방어 모드인 자동서기(요한의 펜; 이때만 마술을 사용할 수 있다. 그러나 자신의 의지는 관여하지 않는다.) 상태에서 성 조지의 전설에 등장하는 드래곤 브레스(Dragon Breathe, 용의 숨결)를 재현한 적이 있는데, 이는 10만 3천권의 모든 마도서의 지식과 마력을 이용해 간신히 해독된 것이다.
덧붙여, 그녀의 일본어 말투는 '○○하면 □□할지도?'.
미사카 미코토(御坂 美琴 미사카 미코토[*], 일렉트로 마스터-레일건) C.V.: 사토 리나/브리트니 카바우스키/우정신
학원 도시의 명문 여학교 '토키와다이 중학교'에 다니는 2학년의 여학생. 학원 도시에서 7명만 있는 레벨 5의 '초능력자' 중 서열 3위. 능력은 전기를 마음대로 다루어 응용하는 초능력인 『전격술사(Electro Master)』. 특히 게임센터의 코인을 매개체로 레일건을 사용하기에 통칭『Railgun(초전자포)』으로 불리며 학원도시내에서 매우 유명하다. 이 능력 덕분에 레벨 5 중 서열 5위인 쇼큐호 미사키의 멘탈 아웃 능력에는 통하지 않는다.
제멋대로에 살짝 까칠한 성격으로 우연하게 '카미조 토우마'와 엮이게 된 이후로 레귤러 캐릭터로 급부상하게 된다. 자신의 전격을 무화화 시키는 토우마를 경계하며 언제나 태클을 걸면서 언젠가 승부를 내자고 우긴다. 카미조에게는 '찌릿찌릿'으로, 인덱스에게는 '단발'로 불리고 있다.
작중에서, 토우마에게 마음을 두고 있는 묘사를 몇 번이나 볼 수 있으나 정작 중요한 카미조는 전혀 눈치채지 못한다. 룸메이트이자 후배인 '시라이 쿠로코'의 과다한 애정공세에는 당황하는 모습을 자주 보이지만, 상당히 걱정해주고 있다.
애용하는 속옷이나 잠옷은 왠지 어린애 같다. 외전 작품인 어떤 과학의 초전자포의 주인공이기도 하다.
20권과 21권에서 카미조를 구하기 위해 항공기를 탈취, 그대로 러시아로 출격
22권에서는 베들레헴의 별에 상륙, 카미조를 발견하지만 왠지 모를 위압에 눌려 그대로 후퇴.
신약 2권에서부터는 카미조와 동행한다.
액셀러레이터 [일방통행] (アクセラレータ 아쿠세라레타[*]) C.V.: 오카모토 노부히코/오스틴 틴들/정재헌
학원 도시에서 7명밖에 없는 레벨 5:초능력자들의 정점에 서있는 학원 도시 최강의 능력자이자, 금서목록의 3명의 주인공들중 하나.
능력은 백터조작으로 자신의 피부에 닿는 만물의 백터(운동량)을 자신의 마음대로 조작할 수 있다.
능력의 영향(쓸데없는 자외선은 반사)탓으로 머리카락과 피부는 새하얗고, 눈동자역시 적안이 되어버린 후천적 알비노이며, 외부로부터의 자극이 없어서 호르몬 분비도 무너져 남자인지 여자인지 알기 힘든 체형으로 바뀌었다.
'안하무인'인데다가 타인을 강렬하게 뿌리치지만, 자신때문에 다른이가 상처받는걸 싫어해서 그렇게 하여 상대방이 상처받지 않게 하는 것(이라고 한다).
만약 자신이 레벨 6(절대능력)가 되면 아무도 자신과 싸울마음을 가지기못하게 되고 결국 아무도 다치지 않고 끝날 것이라고 생각하여 실험에 참가하지만, 카미조 토우마에 의해 자신의 판단이 잘못된 것임을 깨닫게된다.
라스트 오더를 만난 이후, 조금씩 훈훈한면이 드러나서, 인기투표 때는 주인공인 '카미조 토우마'를 밀어내고 1위를 차지했다.
캔커피 애호가이며, 마음에 드는 맛이 있으면 그것을 몇 박스라도 사서 계속 마시지만, 그만큼 금방 질려버린다.
본명이'성이 2글자, 이름 3글자'라고 해서 '스즈시나 유리코(鈴科百合子)'라고하나, 진위는 확실치 못하다.(6권에서 카미조 토우마가 망상한 것)
5권에서 라스트 오더를 구하다가 아마이 아오의 권총탄이 머리에 직격. 두개골파편이 전두엽에 박혀 언어,연산능력을 상실하게 되지만, 미사카 네트워크와 메이도 카에시(헤븐 캔슬러)에 의해 복원되었다. 언어,연산능력은 초커형 전극을 통해 미사카 네트워크의 보조로 사용되고 있으며,
이 전극이 없으면 연산이 불가능하고, 언어능력(말하는 것과 듣는 것 모두)또한 상실하게 된다.
전극의 배터리는 통상 모드일 때 48시간, 능력 사용 모드일 때 15분이 한계지만, 그룹의 기술진에 의해 개량되어 최대30분까지 사용이 가능해졌다.
학원도시의 암부의 조직중 하나인, 그룹(group)의 일원이였다.(그룹 전력의 50%를 차지. 그러나 22권에서 학원도시의 어둠을 해체시킨다.)
19권에서 라스트 오더가 위험에 처하자 '에이와스'가 말한 러시아로 가며, 13권이후 '흑익'(黑翼)을 다루게되며, 13,15,19,22권에서 사용하였다. 흑익의 힘은 전극의 도움없이도 백터를 조작하거나 성인남성을 공중으로 날려서 플라즈마화 시킬정도의 힘을 발휘한다.(마음대로 쓰는 건 불가능.)
인덱스의 설명에 따르면 그 날개는 악마(그것도 무려 루시퍼, 원작에서는 루시페르라고 써있다.)의 텔레즈마라고 하며, 22권에서 하얗게 변한다.이후 계속 백익으로 나올지는 의문. (덧붙이자면 어마금에서 헤어스타일이 가장많이 변한 캐릭터.)

## 학원도시

### 학생
시스터즈(シスターズ, 일렉트로 마스터-레디오 노이즈(결함전기)) C.V.: 사사키 노조미/이제인
미사카 미코토의 체세포 클론. 일방통행(액셀러레이터)을 대상으로 한 '절대 능력 진화(레벨 6 시프트)'의 타겟 역할.
당초엔 전부 20001개의 개체가 존재하였으나 (20001호는 라스트 오더) , 현재 미사카 10031호까지는 프로젝트 구성상 액셀러레이터에 의해 사망했다.
한 개체가 뇌파를 링크시키면 전원의 기억을 공유할 수 있는 '미사카 네트워크'를 가지고 있다. 능력은 레벨 2~3의 전격 사용계 '레디오 노이즈'를 사용할 수 있다(도중에 이를 이용하여 고양이의 벼룩을 잡는다).
'○○, 라고 미사카는 ××합니다'라는 말투를 쓴다(이 말투에서 그녀의 속마음이 완전히 드러난다). 덧붙여 토우마가 처음으로 만난 시스터인 미사카 10032호에게는 따로 "미사카 동생"이란 통칭이 있다.
미사카 네트워크를 이용하여 연산/언어 능력을 잃어버린 액셀러레이터의 연산/언어 능력의 보조를 한다.
SS2에서 00000(풀튜닝)이라는 개체가 있었다고 복선을 깐다.
라스트 오더(ラストオーダー 라스토 오다[*], 일렉트로 마스터-레디오 노이즈(결함전기)) C.V.: 히다카 리나/이제인
미사카 시스터즈의 상위 개체로, 미사카 네트워크의 관리자. 검사대상 물체 번호(일련 번호)는 20001. 시스터즈가 반란, 폭주를 일으켰을 무렵, 인간의 손에 의 해 그녀들을 말리기 위해서 만들어졌다. 능력 레벨은 다른 시스터즈들보다 더 높은 레벨 4 (대능력자) .
몸의 조정이 끝나지 않았기 때문에 원래 배양기 속에서 나올 수 없었지만, 어느 사정으로 인해 거리를 헤매고 있었을 때 액셀러레이터와 만나게 된다.
외형은 10세 전후의 여자 아이. 첫 등장시에는 더러워진 모포가 평소 차림새였지만, 현재에 이르러서는 외관에 상응하는 옷차림.
5권에서 있었던 사건 이후, 액셀러레이터의 연산 능력은 그녀를 관리자로 하는 미사카 네트워크로 보충하고 있다(즉 최강의 능력자를 제어할 수 있다). 그 액셀러레이터와는 언제나 만담과 같은 회화를 하고 있다.
일인칭은 '미사카는∼', '미사카는 미사카는∼'의 두 가지 방법. 덧붙여서 그녀 자체의 말투는 '○○, 라고 미사카는 미사카는 ××해본다(해 보기도 하고)'
미사카 워스트 [번외개체](ワースト, ))
'시스터즈' 서드 클론으로 만들어진 체세포 클론, 레벨 4이다. 그러나 레벨 4라도 미사카 미코토의 출력의 10% 정도라고 한다.
20권에서 등장. 외형은 고등학생에 다닐 모습.
히메가미 아이사(姫神 秋沙 히메가미 아이사[*], 딥 블러드) C.V.: 노토 마미코/린지 사이델/은정 (50명의 원석 중 1명)
학원 도시내의 명문교 '키리가오카 여학교'의 학생이었으나 미사와 학원 사건 이후 카미조네 반으로 전학오게 된다. 긴 흑발, 무녀복 차림의 소녀.
매우 희귀한 '흡혈 살해(Deep Blood 딥 블러드)'라는 능력을 선천적으로 가졌다. 그 능력 때문에 미사와 학원에서의 분쟁에 휘말린다.
그 사건이 끝나고 나서는 스스로 타고난 피의 효력을 지울 방법을 찾기 위해 코모에 선생님의 집에 머무르다가 현재는 기숙사에서 살고 있다.
현재는 인덱스에게 받은, 걸어다니는 교회의 힘을 지닌 십자가로 능력이 억눌려지는 듯하다. 그 때문에 키리가오카 여학교에서 나와 현재 카미조가 다니는 학교에 재학 중이다. 표정의 변화는 적으나, 완전히 무표정인 것도 아니다.
츠치미카도 모토하루(土御門 元春 쓰치미카도 모토하루[*]) C.V.:  가츠 안리/뉴턴 피트먼/오병조
카미조네 반에 속한 학생으로 기숙사 이웃이다.
금발에 화려한 셔츠(이런 복장을 하는 이유는 조금이라도 여자 아이에게 인기를 얻고 싶기 때문이라고 한다)
어미에 '~다구우'나 '냐―' 등 을 붙이거나 카미조를 '카미양~'이라고 부르는 불가사의한 어조.
쾌활한 성격이나, 사실 학원 도시의 암부 중 그룹의 구성원이자 영국 청교도의 네세사리우스의 일원인 다중스파이.
원래는 음양술사였지만 능력개발에 의해 마술의 사용이 제한된 이후부터 단련한(반칙 포함) 체술을 무기로 삼는다.
마법명은 'Fallere825(등을 찌르는 칼날)'이다.
메이드 학교에 다니는 의붓 여동생 마이카를 매우 소중하게 여긴다.
그 때문인지 주위로부터 '시스콘 중사' '여동생에게 메이드복을 입히고 기절 시키려는 위험 인물' 등 위험천만한 말을 듣곤 한다. 능력자로서는 레벨 0의 육체 재생 능력(오토 리버스)이 있다. 이 능력 덕분에 마술을 조금씩 써도 괜찮다는 듯.
목적을 달성하기 위해서라면 아군도 속이며, 자신의 몸을 희생하는 일도 마다하지 않는다는 신념을 가지고 있다(종종 마술을 과도히 사용한다).
주로 사용하는 식은 물속성의 흑(黑)의 식이라고 한다. 그러나 한번도 사용하진 않은 듯, 이외에도 사용하는 식은 원거리 영격술식인 적(赤)의 식 등을 사용한다. 액셀러레이터와 같은 그룹의 일원이였지만 22권 이후 액셀러레이터에 의하여 '그룹'이 해체됨에 따라 그와 연이 끊긴다.
파란머리 피어스(青髪 ピアス 아오가미 피아스[*]) C.V.: 카와하라 요시히사/스콧 프리먼/정재헌
본명 불명. 토우마의 반 친구. 신장 180cm에 달하는 장신의 남학생으로, 세계 3대 테너들도 울고 갈 걸걸한 목소리의 소유자.
가짜 간사이 지방 사투리를 쓰며, 매니아틱(주로 오타쿠관련)한 지식이 풍부하다. 예를 들면
그의 선호하는 여성의 타입을 열거하는 것만으로 전격 문고의 한 페이지 반을 메울 수 있을 정도이다.
기숙사에 들어가지 않고 빵집에 하숙하며, 소유 능력은 불명이지만, 그가 레벨5 제6위라거나, 눈을뜨면 무시무시한 일이 벌어진다는 루머가있으며, 신기하게도 애니메이션에서 작붕(작화붕괴)가 일어나지 않는 몇 안되는 캐릭터중 하나이다.
시라이 쿠로코(白井 黒子 시라이 구로코[*], 텔레포터) C.V.: 아라이 사토미/앨리슨 빅토린/은정
토키와다이 중학교 1학년생으로, 미사카 미코토의 후배이자 기숙사 룸메이트. 갈색 양갈래 머리의 소녀.
말투마다 끝에「-이에요」를 붙이는 아가씨 어조가 특징. 풍기위원(저지먼트)소속.
천가리개가 매우 작은 속옷을 애용하는 등 이상한 방향으로 욕망을 분출하려는 부분이 있다 (본인 왈 「기호라기 보다는 천이 스치는 감촉이 능력을 사용하는데 방해가 되는 것을 막기 위해 입고있다」라고 변명한다).
미코토를 「언니」라고 부르며 애정공세를 펼치지만, 성희롱 행위를 일상적으로 실시하는 일종의 변태기질이 다분히 있는 소녀로, 이 부분은 신뢰 관계에 있는 미코토나 우이하루로부터도 소외당할 정도로 '동경하는 선배'라는 수준을 넘어섰다.
그런 이유로 그 훼방을 놓는 사람(카미조)에 대해서는 적의를 노출, 소설 12권에서는 미사카 미코토 앞에 벌칙게임을 위해 무릎을 꿇은 토우마를 보고 '강자의 존재를 새삼 느끼며'라고 표현했다.
능력은 레벨 4의 「공간 이동(텔레포터)」(1회 발현시 최대 무게 130.7kg, 최대 이동 거리 81.5m. 단, 어떤 물체에 접촉을 해야 함).
풍기 위원으로서 실력 행사시에는, 허벅지에 숨긴 철심화살을 다트와 같이 꽂아 상대를 구속하거나 상대하는 적 앞에 몸을 텔레포트시켜 드롭 킥으로 몸을 날린다.
그러나 능력 사용이 금지되고 있는 교내에선 능력 사용의 상습범으로, 자주 기숙사 사감에게 헤드록을 당하곤 한다.
콘고 미츠코(婚后 光子 곤고 미츠코[*], 에어로 핸드) C.V.: 코토부키 미나코/제이미 마키/문선희(금서목록), 윤승희(초전자포)
토키와다이 중학교 2학년생으로 대능력자(레벨 4).
어떤 상황에서도 부채를 손에서 놓지 않는 소녀. 타인을 곧잘 업신여기거나 기를 누르는 성격이지만 마음씨는 순수하다.
토키와다이 중학교에 편입해 자신의 파벌을 만들려고 했지만, 학교내 실정이나 미코토의 실력을 몰랐기 때문에 꽤 초조해 한다.
능력은 레벨 4의 「풍력 사용(에어로 핸드)」. 물질을 공기를 이용해 공중으로 날리는 것이 가능.
쇼쿠호 미사키(食蜂 美咲 쇼쿠호 미사키[*])
토키와다이의 여왕이자 레벨5 7인 중 5위이며 금발에 소녀만화에나 나올 법할 눈동자를 가진 글레머한 아가씨로 멘탈 아웃 이라 불리는 정신계 능력을 보유하고 있다.
미사카 미코토와는 사이가 좋지 않아 만나면 다투지만 협력할 때는 협력한다.
사실 쇼쿠호는 카미조 토우마에게 반해있으며 그 시점은 1권 이전으로 모종의 이유로 반했지만 쇼쿠호가 카미조의 머릿속에서 자신의 기억을 지우고 절대로 자신의 이름을 기억하지 못하게 만들었다.
카자키리 효우카(風斬 氷華 카자키리 효카[*]) C.V.: 아스미 카나/알렉시스 팁턴/이주희
토우마가 다니는 학교에 온 인덱스가 만난 거유의 안경 낀 여자아이. 인덱스에게 있어서 첫 '친구'가 된다.
또한 히메가미와도 이름 정도는 알고 있었던 듯하다.
학원 도시에 있어서 수수께끼의 존재 '허수학구 오행 기관'의 열쇠로서 주목받고 있다.
실제 거리를 활보하면 노이즈가 생겨서, 보이는 것은 입체 영상과 혼동되곤 한다.
13권에서 시스터즈와 라스트 오더, 즉 미사카 네트워크를 통해 모든 AIM 확산 역장을 '카자키리 효우카'라는 베이스에 집중시킴으로써 '퓨즈 카자키리'가 된다.
이때의 카자키리는 무의식 상태이며, 머리 위에 링이 떠 있으며 카자키리를 본체로 거대한 날개가 돋아나 있다.
카자키리 효우카는 AIM 확산 역장에 의한 환상에 가까운 존재임으로, 카미조 토우마의 '환상 죽이기(이매진 브레이커)'에 의해 부서질 수 있다.
21권에서 자신의 의지로 '퓨즈 카자키리'가 되어 자신의 소중한 친구 인덱스를 지키기 위해 대천사 가브리엘과 싸우게 된다.
무스지메 아와키(結標 淡希 무스지메 아와키[*], 무브 포인트) C.V.: 사쿠라이 하루미/브린 애프릴/최정현
키리가오카 여학교의 2학년으로, 학원도시에 58명이 존재하는 공간 이동 능력자 중 레벨 4 대능력자.
시라이 쿠로코의 계통인 접촉이동전이와 달리 좌표 이동(무브 포인트/1회 발현시 최대 무게 4520kg, 최대 이동 거리 800~850m. 그러나 1t 이상이 되면 자신이 감당을 할 수 없게 된다.) ]
능력을 가짐으로써 접촉하지 않고도 물체를 이동시킬 수 있다. 그러나 범용성이 높은 만큼 제어도 복잡하고, 일찍이 자신의 전이에 실패해 벽에 다리를 파묻히게 하는 사고를 냈던 적도 있다.
'창문 없는 빌딩'에서 '안내인'의 직함도 가졌다. 조직 그룹의 일원이기도 하다. 현재는 서서히 레벨 4에서 레벨 5 초능력자로 개화 중이다.(아마 이전의 트라우마를 서서히 극복하는 것 같다.)
우이하루 카자리(初春 飾利 우이하루 가자리[*])C.V.: 토요사키 아키/세러미 리/김은아
시라이 쿠로코와 같이 제177지부의 중학교 1학년 저지먼트. 검은 단발머리에 여러 색깔의 꽃장식을 얹고 있어서인지, 멀리서 보면 꽃병을 머리에 싣고 있는 것처럼 보인다.
키야마 하루히에게 머리 장식에 대해 질문받았으나, 대답은 하지 않았다. 본인은 능력 개발을 위해 얹고 다니는 듯 하다.
여학교인 토키와다이 중학교에 단순하지 않은 동경을 품고 있어서, 평상시의 생활이나 매너 등을 실상과 다른 '이상한 방향으로' 공부하고 있다.
'명문 아가씨 학교' 로 소문이나 있는 토키와다이에 일종의 동경을 품고 있어 학교에서 티타임을 가지고 싶다며 쿠로코에게 차를 권하거나, 미코토가 학교 수업용으로 바이올린을 가지고 있는 걸 보고 감탄하거나 하곤 한다.
특히 토키와다이 고등학교의 성하제에 초대받았을땐 '리미터 해제' 발언을 하며, 그녀의 끼를 유감없이 발휘하였다.
저지먼트로서 주로 통신, 정보 관리를 담당하고 있다. 그 실력은 미코토가 능력을 사용해 전력으로 한 해킹을 방어할 수 있을 정도. 한번도 패배한 적이 없기에, 학원도시의 해커들에게 '골키퍼'이라는 별명이 붙었다.
귀여운 초등학생용 가방을 메고 다니며, 그 안에는 고성능의 랩탑 노트북, SHARP社 제품으로 추정되는 미니 PC를 들고 다닌다.
학원도시 내에선 어디서나 무선 인터넷이 되는 것 같고, 주로 저지먼트 활동을 할 때 사용한다. 비록 모바일 기기이지만, 해킹 방어같은 전문적인 일도 가능한 듯하다.
사텐 루이코와 같은 사쿠가와 중학교에 재학 중이며, 둘도 없는 친한 친구이다. 허구한 날 사텐에게 치마 들추기를 당한다. 자주 입는 팬티는 클로버, 딸기, 물방울 무늬.
능력은 손 댄 사물의 온도를 유지하는 정온보존(서멀 핸드). 병원에 입원한 하루우에 에리이에게 따뜻한 붕어빵을 주기 위해 그녀의 능력을 사용하였다.
후키요세 세이리(吹寄 制理 후키요세 세이리[*])C.V.: 후지무라 아유미/스카일러 매킨토시/최하나
카미조네 반친구로 대패성제의 운영 위원. 다른 이름으로는 대 카미조 속성 완전 공략집과도 같은 여자아이. 소유 능력은 불명. 가끔 카미조 일당에게 강렬한 일격(철권/박치기 등)을 먹인다.
통판주문을 좋아하고, 집에 두 세 번 사용하고 방치한 상품들이 가득 있다고 한다.
적지 않게 운동 매니아적인 속성이 있다. 오리아나의 마술에 쓰러져 버리지만, 메이도 카에시(헤븐 캔슬러)의 처치에 의해 후유증 하나 없이 복귀하여 회복이 빠른 것이 돋보인다.
토우마의 표현으로 볼 때, 그녀도 만만치 않은 거유인 것 같다. 하지만 은근한 섹시함이 없어 다른 사람들에게 '철벽의 여자' 라 불리고 있다.
사텐 루이코 (佐天 涙子 사텐 루이코[*]) C.V.: 이토 가나에/브리나 펄렌시아/여민정
우이하루의 클래스 메이트. 어떤 과학의 초전자포에 등장한다.
세미롱의 흑발에 벚꽃을 본뜬 머리 장식을 달고 있다. 우이하루에 대한 인사는 언제나 치마 들추기.
레벨 0 의 무능력자로 능력자에 대해 강렬한 동경을 가지고 있어서 「레벨 어퍼」에 흥미를 품는다.
레벨 어퍼 사건때 잠시나마 레벨 어퍼를 사용하여 미약한 힘 「에어로 슈터」를 사용한 적이 있었다.
어떤 마술의 금서목록 원작 15권 삽화의 배경에도 은밀하게 등장.
애니메이션 어떤 마술의 금서목록의 1기 1쿨, 1기 2쿨 오프닝에서 우이하루 카자리와 함께 묘사가 되었다.
여담으로 사텐 레벨6 설이 있다.
코노리 미이 (固法 美偉 고노리 미이[*]) C.V.: 우에다 카나/이지현
제177 지부에 소속된 고교생의 풍기 위원(저지먼트). 쿠로코나 우이하루의 선배로, 쿠로코의 신입 연수 담당자.
세미 롱 헤어에 안경을 낀, 몸매가 상당히 좋은 쿨한 아가씨 .
쿠로코의 연수 중에 일어난 강도 사건 때문에 생긴 상처자국이 지금도 신경쓰이는 모양이다.
애니메이션 판에서는 비중이 상당하며, 초전자포 오리지널 스토리 도중, 비키니 수영복차림은 미코토 일행들을 경악시켰을 정도로 큰 가슴의 소유자이기도 하다.
투시계 능력(클레어보이먼트)의 능력을 가지는 「레벨 3」의 능력자. 「레벨 2」였을 무렵, 그 능력을 숨기고 빅 스파이더라는 스킬 아웃의 멤버로서 활동했다고 한다.
쿠로코의 저지먼트로서의 실력을 평가하는 한편, 그녀의 사고나 행동패턴도 자세히 알고 있어, 직무 월권 행위(자기권한 밖의 일에 관여하는 행위)를 할지도 모르는 쿠로코에게 시말서 쓰는 법을 가르쳤다.
원작에서는 거의 비중이 없었던 캐릭터로 이름도 없었다. 후에 제작된 애니메이션에서 코노리 미이라는 이름이 밝혀졌고 제2권의「풍기위원(저지먼트)」용어 해설에도 등장하고 있다.
소기이타 군하
금서목록 SS2와 외전 어떤 자판기의 존재 증명의 주요 인물, 50명의 원석 중 가장 강한 능력으로 AIM 확장역장 또한 관측이 불가능 하다. 학원도시 레벨5 7인중 7위. 능력은 어택 크래시(염동포탄)... 라기 보다는 능력명은 불명이고 그 능력의 정체또한 불명 학원도시 레벨5 중 유일한 원석이며, 동시에 세계 최대의 원석이다.
학원 도시 내의 블랙 박스 중 하나이다.
욱일기 T셔츠 위에 시로란을 입고, 머리에는 횐 띄를 매고 다닌다.(애니메이션판에서는 욱일기는 삭제되었다.)
한 번의 도약으로 몇십 m를 뛰어다니고, 수수께끼의 파동을 감고 다니며, 강한 공격을 받아도 조금만 아프고, 목소리로 강력한 충격파를 발사한다.
말 그대로 '초인적인' 신체를 가진 것으로, 비유로 '미국 만화의 히어로 같다'고 하였다.
필살기로 '굉장한 펀치'라는 공격을 하는데, 정확한 원리는 알 수 없다. 그러나 원거리에 공격을 하고, 전격을 주먹으로 내리칠 수도 있다.
SS2에서는 올레루스에게 패배한다.
무기노 시즈리 (C.V코시미즈 아미/리디아 매케이)
학원도시의 레벨5 7인중 4위,아이템을 이끄는 리더,별칭은 멜트다우너(melt downer-원자 무너뜨리기),
원리는 특수 한 전자선으로, 전자 중 '파형' 혹은 '입자' 둘중 아무것도 아닌, 중간상태의 애매한 상태를 띄게된것을 강제적으로 조종, 이 전자는 물체에 부딪혀도 둘중 어떤 반응도 나타내지 못하고 애매하게 머무르려고 한다. 이 효력에 의해 제로상태에 가까웠던 원자는 발사속도 그대로 무시무시한 위력으로 상대를 후려치는 것이다.
레일건인 미코토와는 달리 파형과 입자를 사용하지 않고 전자를 다루는 레벨5로써,원래 위력은 미코토를 확실히 박살낼 실력이지만 그 반동으로 자신의 몸이 산산조각나므로 생명의지가 그 제동을 걸고 있다.
말을 길게 끄는 말버릇과 '확정이야'라는 말투를 쓴다. 15권 후반부에서 하마즈라 시아게와 교전하고 눈과 팔을 잃지만 19권에서 재등장, 22권에서 '체정'으로 능력을 폭주시켰다 만신창이가 된후 하마즈라와 화해.
키누하타 사이아이 (C.V아카사키 지나쓰/애피아 유)
아이템의 구성원인 강대한 레벨4, 능력명은 오펜스 아머(질소장갑), 공기 중의 질소를 다루는 능력자로써 그 사정거리가 얼마 안되는 질소덩어리를 이용하여 물체를 들어올려 던지는 접근전을 주로 한다. 원래는 대기 제어 계열 능력자이나 '어둠의 오월 계획'으로 액셀러레이터의 연산패턴, 그 중 반사를 이식받아 오펜스 아머를 얻게 된다.
나이는 12세 전후이고 폭신폭신한 시폰원피스와 보브헤어가 특징.
말투는 완전(초)~이고 존댓말, 전투 중에는 액셀러레이터 말투로 바뀐다.('완전'은 붙인다.)
c급 영화를 보는 것이 취미이다.
타키츠보 리코(C.V스자키 아야/메건 시프먼)
약간 멍한, 탈진계소녀. 아이템의 구성원이며 레벨4, 능력명은 AIM 스토커, 상대의 AIM확산역장을 기억한 뒤 어디에 있는지 서치가 가능하다. 15권에서 제2위인 카키네 테이토쿠의 AIM확산역장을 역류시키려고 시도했지만 실패한다. 나중에 22권에서 만신창이가 된 무기노 시즈리의 능력을 조정하여, 학원도시에게 회수된다. 레벨5가 되면 능력을 삭제, 이식, 듀얼 스킬 등 갖가지 일을 할 수 있다고 판단되어 학원도시의 관심을 받았었다.
하지만 이 강대한 능력은 체정을 이용해야 하는 것이므로, 몸에 무리가 온다. 체정을 입에 살짝 대면 눈에 빛이 돌아오는 등 다른 모습을 보여주고 있다.
프렌다 세이베른(C.V우치다 마아야/리아 클라크)
능력은 불명, 주로 폭약과 육탄전을 특기로 한다.
어떤 마술의 금서목록 15권에서 아이템을 배신했다가 무기노의 능력으로 하반신이 없어져 죽는다. 신약1권에 등장한 프레메아 세이베른의 언니.
카키네 테이토쿠
학원도시의 최강이라 불리는 레벨5 7명중 제2위. 암부의 조직 '스쿨'을 이끄는 리더이며, 별명은 다크매터(Dark Matter-미원물질).
그의 능력은 이 세계에 존재하지 않는 물질(이론적으로도 존재하지 않는)을 만들어내 조종하는 능력이다.
진짜 정체는 텔레즈마의 무기적인힘(천사의 무구)이며, 15권에서는 '다른 세계'의 무기적인 힘(액셀러레이터의 날개는 유기적인 힘)이라고 묘사된다.
미원물질을 날개형태로 만들어내서 다루며, 이날개의 깃털에 닿으면, 햇빛은 살인 광선으로, 산들바람을 돌풍으로 바꾸는 등(이것을 이용해 날수있다.),
다크매터에 닿은 물질의 물리법칙을 무시하고 변환한다. 이외에도 적의 공격이 오면, 날개를 깃털로 변화시켜서 충격을 막거나,
날개를 날리고, 쳐서 공격하는등 다양한 방법으로 공격할 수 있다. 15권에서 '액셀러레이터'를 밀어붙이는 모습으로 놀라움을 보여주었지만,
자신의 능력을 너무 떠벌리는바람에 능력의 정체가 들통이났고 결국 액셀러레이터에게 패배한다. 그러나 다시 일어나 액셀과 싸우던중
흑익이 나타나자 자신의 힘의 진짜 정체를 파악했다고 하며, 완전히 각성을 하게 된다. 그럼에도 불구하고 액셀러레이터에게 패배.
그대로 몸과 내장은 형체를 알아볼수없을정도로 뭉개지고, 뇌는 3조각으로 나뉘어서 냉장고 크기만한 기기를 달고 다크매터를 만들게된다.
그러나 완전히 죽지않은것으로 보아 조만간 신약편에서 등장할 것으로 보인다. 주무기는 없지만, 핀셋이라고 불리는 장비를 이용해
소립자단위의 물체를 집어낼수있으며, 키의 경우 액셀러레이터와 비슷비슷한나이이지만, 180cm로 액셀러레이터보다 훨씬크다.
본편에서 저지먼트 소속의 우이하루 카자리와 생긴 트러블탓인지 우이하루와의 플래그가 서있는 이미지가 있으며,
냉장고같은 기기를 달고다녀서 별명이 냉장고제독 혹은 뇌둥둥,공장장이라는 별명을 얻었으며, 번역기의 문제탓인지 콩키네 폭풍토쿠라고도 불린다.

### 총괄이사회
알레이스타 크로울리(アレイスター＝クロウリー 아레이스타 크로우리[*]) C.V.:세키 토시히코/홍진욱
학원 도시 총괄이사장. 창도, 문도 없는 빌딩 속에서 녹색의 환자복을 입고 거꾸로 새빨간 액체 속에 잠겨 있는 '인간'. 주위에 이어져 있던 기계에 의한 계산상 최대 살 수 있는 나이는 1,700세 정도.
허수학구 오행 기관을 제어, 이용하기 위한 '순서'를 진행시키기 위해 학원도시 내부와 그 외의 조직과의 미묘한 파워 밸런스를 컨트롤하고 있다.
토우마의 능력이나, 절대 능력 진화(레벨 6 시프트) 실험도 순서대로 짜인 각본이었던 것이다.
허수학구를 이용하여 전 세계의 마술 활동을 동시에 정지시킬 생각인 것이 10권에서 판명되었다.
한때 세계 최고/최악의 마술사라 불리며 '법의 서'를 집필하기도 했지만 무슨 이유에선지 현재는 '과학'측의 수장을 맡고 있다.
개구리 의사(헤븐 캔슬러)가 목숨을 구해주었으며, 학원도시의 설립에 관해 도움을 주었다.
대한민국의 번역판에서 기존 명칭은 '아레이스타'였으나, 13권 역자 후기에서 올바른 명칭은 '알레이스타'라고 정정하였다.
시오키시
학원 도시의 총괄이사회 중 군수 부문에 특화된 인물, 오야후네와는 대립하는 사이이다.
19권에서 미노베로 위장한 텍파틀에게 치명상을 입는다.
오야후네 모니카
토마스 플레타네스

### 근무자
메이도 카에시(冥土帰し)(헤븐 캔슬러(ヘヴンキャンセラー 헤븐캰세라[*])(천국에서 다시 데려오는 자)), C.V.: 나카노 유타카/서문석
학원 도시의 병원에 근무하는 개구리를 닮은 의사로
절단된 팔을 상처 자국 하나 남기지 않고 연결해 맞추거나(2권),부분 마취로 심장 수술을 실시하기도 하고(5권),총알이 박혀 부서져 뇌에 들어간 두개골의 파편을 꺼내는(5권) 등 의사로서의 능력은 뛰어나게 우수하다고 하는 걸로도 모자랄 정도로 뛰어나다.
'어떤 일이 있더라도 환자를 버리지 않는다'는 신념을 가지며, 그를 위해서라면 의사로서 눈살을 찌푸리는 행동도 마다하지 않는다.
알레이스타의 생명유지장치 또한 그의 작품이다. 알레이스타와는 복잡한 관계가 있는 것으로 보인다.
다른 이름은 '헤븐 캔슬러(천국에서 다시 데려오는 자)'.
카미조 토우마의 상처 치료는 언제나 이 사람이 해준다.
요시카와 키쿄우(芳川 桔梗 요시카와 기쿄[*]) C.V.: 토마 유미/케이틀린 글래스/유지원
학원 도시의 연구소에 근무하는 여성 연구원. 절대 능력 진화(레벨 6:시프트 프로젝트) 실험에 있어 중추멤버로서 관리를 하고 있었다.
실험의 동결 후에도 혼자 연구소에 남아, 아마이가 제작한 바이러스로 인한 라스트 오더의 폭주를 막을 수 있도록 백신을 제작하고 있었다.
응석만 부리는 것은 상냥한 게 아니라고 생각하고 있어, 자신의 성격을 알고 일찍이 희망하던 학교 선생님이 되는 것을 단념했던 적이 있다.
아마이 아오를 저지하기 위해서 가슴에 총탄을 맞았지만, 액셀러레이터에 의해서 살아나고 12권에서 액셀러레이터와 라스트 오더와 함께 무사 퇴원했다.
츠쿠요미 코모에(月詠 小萌 쓰쿠요미 고모에[*]) C.V.: 고야마 기미코/재드 색스턴/하미경
토우마의 담임 교사. 외형은 초등 학생으로밖에 보이지 않지만(신장:135) 담배나 맥주도 즐긴다(요미카와(동료 교사)는 코모에를 '화이트 스모커'라고 일컫는다).
화초를 돌보는 것을 좋아하고, 가출 소녀 등의 보호가 취미. 발이 일반 자동차의 액셀러레이터와 브레이크에 닿지 않기 때문에, 장애인용 자가용을 사용하고 있다.
정식 교사라는 것을 입증하려는 듯 가르치는 것을 정말 좋아하고, 그 밥그릇을 위협받게 되면 몹시 진지해진다.
카미조는 코모에를 '학습진도가 나쁜 아이들을 보면 볼수록 싱글벙글 웃는 표정이 된다'는 말로 묘사한다. 덧붙여 제자를 성씨＋ '짱'(예： '카미조 짱')으로 부른다.
아마이 아오(天井 亜雄 아마이 아오[*]) C.V.: 스즈키 타츠히사/켄트 윌리엄스/홍진욱
양산형 능력자(라디오 노이즈) 계획의 핵심 연구원으로, 학습 장치를 이용한 인격 데이터의 작성이 전문.
절대 능력 진화(레벨 6 시프트) 실험에 시스터들을 사용할 무렵 차출되어 실험 관리의 중심을 담당한다.
실험 동결 후에는 라스트 오더에게 바이러스를 주입시켜, 학원 도시에 반대하는 외부 조직에 자신의 신병을 맡기려 했다.
5권에서 요시카와 키쿄우 의 총을 맞고 사망
요미카와 아이호(黄泉川 愛穂 요미카와 아이호[*]) C.V. : 가이다 유코/마사 함스/김은아(금서목록), 윤승희(초전자포)
카미조네 학교의 체육 교사. 미인으로, 스타일도 좋은 여성이지만, 언제나 초록색 트레이닝복 차림을 하고 있다.
코모에와 친구로서 가까운 교제를 하고 있는 것 이외에도 요시카와와도 옛날 동기였던 관계인 것을 포함하여 여러모로 발이 넓은 편.
평소 말투로 어미에 '~잖아'라고 붙이는 등 애교 많은 느낌이지만, 한편으론 학원의 치안을 지키는 안티스킬로서의 열혈적인 면모도 갖췄다.
평소에는 학생에게 매를 휘두르지 않게 자기 자신에게 페널티를 부과하고 있으나, 학생을 위해서 매를 휘두르는 것은 개의치 않는다.
요시카와로부터 액셀러레이터와 라스트 오더를 돌봐달라고 부탁받아서, 일하는 와중에도 신경써주고 있었다. 그 뒤로, 퇴원한 두 명을 자택으로 데리고 간다.
뭔가 문제가 있으면 앞뒤 가리지 않고 방 청소를 시작하는 버릇이 있다. 또, 그녀가 밥솥으로 만드는 요리는 정작 만드는 방법마저 모르지만 맛있다고 한다.
세리 크롬웰이 테러에 맡서 싸우던 도중에 카미조 토우마의 능력을 보고 지원사격을 해준바 있다.
키야마 하루미(木山 春生 기야마 하루미[*]) C.V.: 타나카 아츠코/아나스타샤 무뇨스 / 정혜옥
《어떤 과학의 초전자포》 원작 만화와 애니메이션에 등장하는 대뇌 생리학의 연구자. 전공은 AIM 확산역장. 잠시 초등학교에서 교편을 잡은 경험이 있다.
일반적인 상식에 얽매이지 않는 편이며, 남들 앞에서 「덥다」,「스타킹이 젖었다」등의 이유로 옷을 벗는 것을 주저하지 않는다.
「굴곡 없는 몸매」라고 본인은 생각하지만, 실제로 스타일은 꽤 괜찮은 편.
그의 주위 사람들은, 「무엇을 생각하고 있는지 모른다」 「눈초리가 무섭다」 「머리 모양이 X」 「어둡다」 「안타까운 미인」이라고 그를 평한다.
또한 도시전설에 키야마 하루미가 「벗는 여자」로 나오기도 한다.
「레벨 어퍼」사건의 주모자. 「능력 폭주」실험 대상이 되어 혼수 상태에 빠진 제자들의 치료 수단을 독자적으로 찾기 위해 「레벨 어퍼」를 개발, 학원 도시에 퍼트렸다.
사건의 진상이 알려진 후 미코토와의 싸움에서 패배한다.
본래 그녀는 능력자는 아니지만, 그녀의 뇌파를 뇌 네트워크에 연결된 능력자 1만명(또는 잠재성이 있는 무능력자)의 뇌와 공유함으로써 레벨어퍼의 부산물 「다재 능력(멀티 스킬)」을 사용할 수 있게 되었다.
원작과 애니메이션판에서는 첫 등장이 달라, 원작에서는「레벨 어퍼」사건부터 등장하지만, 애니메이션판에서는 그 이전의 오리지널 스토리부터 등장한다.

#### 키하라 일족
텔레스티나 키하라 라이프라임(テレスティーナ・木原・ライフライン 테레스티나 키하라 라이프라이무[*], Telestina Kihara Lifelime)   C.V.: 오하라 사야카/ 소연
어떤 과학의 초전자포 애니메이션의 오리지널 스토리 '폴터가이스트 사건'의 주요 인물.
안티스킬 선진 상황구조대(MAR)의 치프인 동시에 폴터가이스트 연구소의 소장. 키야마 하루미가 한때 교사지위에 있었을 때 아이들을 이용해 학원도시를 붕괴시키려 한다.
그녀의 조부인 키하라 겐세이가 실험한 레벨6(신이 아닌 몸으로 천상의 의지에 도달하는 자)의 최초 피실험자. 이후 잠든 아이들을 회복시킬 퍼스트 샘플의 유일한 소유자.
오프닝이나 본편중에 여러색 캔디를 복용하는 장면을 보여주는데 이 캔디가 진짜 식용 사탕인지, 알약인지. 또한 후자일 경우 복용 시 어떤 효과가 나타나는지는 최종화까지 알려진 바가 없다. (오히려 이것을 점에 사용하고 있다.)
웨어러블 파워드슈트(wearable poweredsuit), 조종용 거대 로봇, 주인공 레벨5 초전자포인 미사카 미코토의 레일건을 모티브로 한 개인병기 등을 가지고 있다.
키하라 아마타 (木原 数多) CV: 후지와라 케이지/송준석
학원도시의 조직 하운드 독(사냥개 부대)의 리더이자 액셀러레이터를 연구했던 과학자들 중 한 명. 노란 머리에 왼쪽 얼굴에 문신을 하고 있다.
키하라 나유타
어떤 과학의 초전자포 단행본 5권 특장판에 수록된 나리타 료우고가 집필한 외전 소설 '어떤 자판기의 존재증명'에서 출연한다.
키하라 겐세이
텔레스티나 키하라 라이프라임의 조부이며 차일드 에러들을 이용한 '폭주 능력의 법칙 해석용 유폭 실험'의 주동자이며 그 실험으로 인해 혼수 상태가 된 차일드 에러들을 구하기 위해 키야마 하루미가 레벨 어퍼 사건을 일으키게 만든 원인 제공자이다.
어떤 과학의 초전자포의 레벨 어퍼 편에서 잠깐 등장하지만 그 이후로는 행방불명이다.
최근 어떤 과학의 초전자포 59화에서 어떠한 음모를 꾸미고 있는 것으로 나왔다.
어떤 과학의 초전자포 최근 62화부터의 내용에서 시스터즈를 통해 미사카 미코토를 레벨 6으로 강제 진화시키는 실험을 진행, 카미조 토우마와 소기히타 군하 등의 인물들의 방해로 실패한다.
키하라 란수
신약 4권에서 등장. 파이브 오버시리즈인 학원도시 5위의 능력을 사용하며 반 학원도시 사이언스 가디언의 대표자인 웨이슬란드에게 환각을 사용한 바 있다. 하지만 우트가르드 로키에 의해 생사 불명상태가 되었다.
키하라 뵤우리
신약 4권에서 등장. 자신이 무언가를 포기함으로써 상대방도 포기하게 만드는 방법을 사용한다. 생명 유지장치가 있어야 생존이 가능한 카기네 테이토쿠의 능력인 다크매터를 사용하여 자신의 전신을 개조시키며 싸운다. 하지만 키하라 카군에 의해 죽게 된다.
키하라 엔슈
신약 4권에서 등장. 키하라 일족이지만 완전한 키하라 라고 인정 받지 못해서 자신이 다른 인물의 이름을 대어 그 대상이 어떻게 행동할지 자신이 생각하여 행동하는 방식이다. 하지만 결국 생각한 인물이 행동하는 것은 자신의 상상 대로이기 때문에 그 허점을 들키고 쿠모카와 마리아에게 지게 된다.

## 영국

### 영국 기사파
나이트 리더(ナイトリーダー, 기사단장)
영국 기사파의 톱 기사단장(나이트 리더)이며, 본명은 아직 나오지 않았다. 원래 용병이었다가 기사파에 들어올 뻔한 윌리엄 오웰(후방의 아쿠아)와 아는 사이. 신체 능력은 윌리엄 오웰과 호각 수준이거나 약간 떨어지는 수준. 무기는 베어서 쓰러트린 적의 피로 더욱 강해지고 강한 적을 쓰러트릴 때마다 그 강도와 날카로움이 더해진다는 검 '흐룬팅'을 사용한다. 술식은 자신이 인식한 무기의 특성을 변경하거나 무기의 공격력을 '제로'로 만들어 버리는 능력을 사용한다. 지속시간은 10분가량. 이 능력 때문에 윌리엄이 싸움에서 꽤나 고전하기도 했다. 17권에서 제2왕녀 캐리사와 함께 영국 내에서 쿠데타를 일으켜 영국 왕실을 갈아치우려는 계획을 세웠지만 결국 윌리엄 오웰과의 전투에서 패배하고 난뒤 나중에는 마음이 바뀌어서 쿠데타를 저지하려는 쪽으로 돌아섰다.

### 영국 왕실파
영국 여왕 엘리자드(エリザード)
어떤 마술의 금서목록 세계관에서의 영국의 여왕이다.
제1왕녀 '두뇌'의 리메아(リメエア)
제2왕녀 '군사'의 캐리사(キャーリサ)
17권 후반부에서 영국에서 나이트 리더와 쿠데타를 일으킨다.
제3왕녀 '인덕'의 빌리언(ヴィリアン)
어떤 마술의 금서목록 단행본 18권 표지에서 윌리엄 오웰과 함께 등장하는 여자 캐릭터이다.

### 영국 청교도파
로라 스튜어트(ローラスチュアート) C.V.: 카와스미 아야코/칼리 모지어/이제인
영국 청교도의 최대 주교(아크비숍)이며, 고어같이 들리지만 엄밀하게 다른 이상한 일본어를 쓴다. 어색한 일본어를 쓴다는 소문이 런던에 퍼져서, 본인도 그걸 염두에 두고 있다. (처음에는 일본 본토인에게 인정받았다고 하지만, 그 본토인이 사실 츠치미카도임이 밝혀진다.) 외관은 18세로 보일 정도로 젊어 보이지만 꼭 실제 연령과는 일치하지 않는 것 같다. 말투 탓도 있어 덜렁대는 성격으로도 보이지만, 인덱스에게 기억의 룰을 제공하거나 도주하는 리드비아 로렌체티를 영격술식으로 공격하는 등 냉혹한 일면도 있다. 목욕탕을 좋아하는 것 같다. 17권에서 영국 여왕에게 장난을 칠 정도의 인물.

#### 네세사리우스
스테일 마그누스(ステイルマグヌス 스테이루 마구누스[*]) C.V.: 타니야마 키쇼/로버트 매콜럼/전광주
영국 청교도 네세사리우스 소속의 14-15세 정도의 마술사. 토우마보다 2년 전의 인덱스의 파트너였다. 신장이 200cm가 넘는 장신으로 머리카락을 붉게 물들이고 있다. 신부복을 입지만, 불량하게 담배도 피운다. 용모를 말할 때 곧잘 불량 신부라고 일컬어진다. 용모 상에서 가장 두드러지는 점은 오른쪽 눈 밑의 '바코드'이다.
불꽃의 술식을 주로 삼고, 적을 자동추적하는 섭씨 3000도의 불길 '이노켄티우스(마녀 재판의 왕)'나 불꽃 검을 사용하는 룬의 마술사이며 마법명은 'Fortis931(나의 이름이 최강인 이유를 여기에 증명한다)'이다. 그러나 방대한 마력 생성을 위한 작업 탓으로 스태미너의 소비가 빨라서 체술은 자신없는 편. 인덱스의 전 파트너로 호의를 품고 있다(간혹 카미조가 인덱스와의 관계를 물을 때, '연애 대상은 아니다'라고 부정한다). 카미조와는 '물러설 생각도, 친해질 생각도 없다'라고 하나, 어째서인지 함께 싸우는 경우가 많다. 그럴 시에는 곧잘 토우마를 방패로 삼는다.
불꽃검의 술식을 사용할 때의 시동어는, 'GASTTH(이 손에 불꽃을). TFIAS(그 형태는 검). TRIC(그 역할은 단죄).
이노켄티우스의 술식을 사용할 때의 시동어는, 'MTWOTFFTO(세계를 구축하는 5대 원소 중 하나), IIGOIIOF(위대한 시작의 불꽃이여), IIBOL(그것은 생명을 키우는 은총의 빛이자), AIIAOE(사악함을 벌하는 처벌의 빛이라), IIMH(그것은 온화한 행복을 채움과 동시에), AIIBOD(차가운 어둠을 멸하는 얼어붙은 불행이라), IINF(그 이름은 불꽃), IIMS(그 역할은 검), ICR(나타나라), MMBGP(내 몸을 먹고 힘이 되어라), '이노켄티우스이다.
칸자키 카오리(神裂 火織 간자키 가오리[*]) C.V.: 이토 시즈카/모건 개릿/박신희
영국 청교도 네세사리우스 소속, 18세 장신의 미녀 마술사. 런던에서도 다섯 손가락 안에 꼽히는 놀라운 솜씨를 지녔다. 이전에는 아마쿠사식 십자교의 여교황(프리스티스)이었다. 또한 그녀의 마법명 'Salvare000(구원할 수 없는 자에게 구원의 손길을)'는 그 과거에서 유래된다. 덧붙여 T셔츠는 크롭 톱을 연상시키며 청바지 한 쪽은 어째선지 허벅지의 아슬아슬한 곳까지 보이는 꽤 섹시한 패션. 용모를 말할 때 곧잘 서부영화에 나올 것 같은 여성 사무라이라고 일컬어진다. 아마쿠사식에 관련한 일로 토우마에게 크나큰 빚을 지고 있다고 생각한다.
전자기기류(특히 최신 기기류)에 약하나 휴대전화는 사용할 수 있는 듯하다. 2m가 넘는 '영도'라고 불리는 일본도 '칠천칠도'를 사용한 '유섬(唯閃)'과 와이어에 의한 공격 '칠섬'을 주식(主式)으로 삼는다. 그녀를 이길 수 있는 것은 진짜 신이나 천사급의 존재일 것이라고 할 정도이다. 실제로 4권에서는 불완전한 천사와 호각으로 싸워 보였다. 인덱스를 소중한 친구라고 생각한다. 세계에서도 20명 정도밖에 없는 성인(聖人) 중 한 명이다.
셰리 크롬웰(シェリー＝クロムウェル) C.V.: 와타나베 아케노/스테퍼니 영/최하나
영국 청교도 네세사리우스 소속 20대 후반의 마술사이자 왕궁 예술원에서는 가장 풍자화의 조성과 해독이 뛰어난 암호 해독 전문관이다. 색이 바랜 금발에 갈색의 피부, 고스로리틱한 낡은 옷으로 치장하는 여성이지만 머리카락은 손질하지 않는 탓에 츠치미카도가 '실루엣은 사자'라고 일컫는다. 카바라의 석상 술사로서 오일 파스텔을 사용하여 진흙으로 완성한, 신장 약 4미터의 거인에 다수의 안구가 달린 골렘 '앨리스'을 사역한다. 어떤 목적을 위해서 학원 도시에 침입한다. 마법명은 'Intimus115(내 몸의 모든 것은 전사한 전우를 위해서)'이며, 여성이 쓰는 말과 남성이 쓰는 말을 섞어서 이야기한다. 더불어 그녀의 전우 '앨리스'는 영국의 기사파에게 살해당했기 때문에 17-18권의 영국 쿠데타 편에서는 영국의 기사파를 보고 분노하여 날뛴 적이 있다.
카라스마 후란

#### 영국 청교도 로마 정교파
올소라 아퀴나스(オルソラ・アクィナス) C.V.: 엔도 아야/맬러리 로댁/이주희
원래 로마 정교 소속이었던 수녀로 마술 관련 암호 해독을 주업무로 삼는 정보 해석의 전문가이다. 또 열정적 포교 활동으로 3개국의 이교지에서 신의 가르침을 넓힌 공적이 인정되어 자신의 이름을 딴 교회를 학원 도시 근처에 건설 중이었다. 누구도 해독할 수 없다고 여겨지고 있던 마도서 '법의 책'을 해독하여 (실제로는 인덱스에 의해 더미임이 밝혀진다.) 아마쿠사식 십자교로부터 표적이 되었다고 해서(하지만 이것은 로마 정교의 계략) 영국 청교도가 보호에 나서게 된다. 현재는 영국 청교도로 개종했다.
성격은 사람의 말을 별로 듣지 않는다. 게다가 대화가 끊기거나 돌아오거나 한다(그러나 이건 그녀만의 독자적인 회화리듬인 것 같다). 카미조는 '"아줌마적 사고 회로"의 소유자'라고 표현하였다. 일본어로 대화할 때는 어미에 '~입니다'를 붙인다.
이탈리아에서는 키오자에 방을 빌려두고 있었지만, 현재는 런던에서 칸자키와 같은 기숙사에 살고 있다.
천진난만하기도 하다가 어른스럽기도 하는 등 묘하게 요염한 반응과 행동을 보인다. 그 행동에 타인을 말려들게 하는 일도 종종 있는 편.
오르소라가 정확한 표기법이지만 대한민국의 어떤 마술의 금서목록 정식 발행본에서는 역자의 실수로 올소라로 잘못 번역되고 있다.
아녜제 상크티스(アニェーゼ・サンクティス) C.V.: 구기미야 리에/앨릭스 무어/하미경
12~14세 정도의 로마 정교 소속 수녀로 '아녜제 부대'의 대장이다. 머리카락은 붉은 색으로, 연필 정도 굵기의 세 갈래로 땋아두고 있다. 마술사를 싫어하지만, 그녀 자신이 제 5원소, 에테르의 상징 무기 '연꽃의 지팡이(로터스 완드)'에 의한 마술을 행사한다. 원래는 밀라노에 살고 있었지만, 어릴 때 사건으로 인해 부모님이 살해당해 길거리 생활을 하고 있었다. 그 후, 로마 정교에 거두어져 거기서 알게 된 여자 아이들과 '아녜제 부대'를 만들어 냈다.
루치아로부터 '한기를 느끼게 할 정도의 신앙심을 가졌다'고 불릴 정도로 경건한 로마 정교도로, 일의 보수로서 성서를 인쇄하고 그것을 오래된 교회에 손수 전해주었다.
올소라와 '법의 서'를 찾기 위해 일본에 왔으나 실패한 후, 그 일로 로마 정교로부터 쫓겨나 아마쿠사식과 함께 영국 청교도에 의지하고 있다.
11권에 재등장하며 이탈리아의 키오자에서 영창되는 마술 '아드리아해의 여왕'의 '열쇠'로 특별한 복장을 하고 있었다.
그 무렵의 올소라의 발언으로 미루어봐서는, 아무래도 부대 전원이 신세를 지고 있는 것 같다.
루치아(ルチア) C.V.: 이세 마리야/로런 랜다/최하나
원래 로마 정교 소속 '아녜제 부대'의 수녀. 키가 크고, 아녜제나 안젤레네보다 1년 연상이다. 성 카테리나의 '차바퀴 전설'에 근거하여 마차의 차바퀴를 폭파, 분쇄해 무기로 하는 공격방식을 쓴다. 일이 없을 때에도 교회의 종루에 올라가 비상시에 대비할 만큼 일에 열심이고 경건한 신도이다. 수행 중인 안젤레네를 지도하는 입장이다.
현재 부대 전원이 영국으로 망명하여 신세를 지고 있다.
안젤레네(アンジェレネ) C.V.: 가타오카 아즈사/크리스틴 서턴/박신희
원래 로마 정교 소속 '아녜제 부대'의 수녀. 프랑스 출신이나, 부모님과 밀라노에 와서 버려진 과거를 가졌다. 키가 작고, 약간 말을 더듬으면서 이야기하는 버릇이 있다. 단 것을 아주 좋아하고, 좋아하는 음료는 '초코라타 콘 판나'. 채소는 그다지 좋아하지 않는 듯. 하지만 그로 인해 늘 루치아에게 야단을 맞고 있다. 12사도 마태의 상징인 금화 주머니에 '천사의 힘(텔레즈마)'을 통한 추적용의 비행도구를 조종한다.
아직 수행 중인 몸으로, 마술 실력은 변변치 않다. 또한 토우마 측을 공격하는 태도로 보아 연약한 마음을 가진 것으로 보인다.
11, 12권에서 보여지는 모습으로 볼 때, 상당히 육체 노동에 종사하고 있는 것 같다.
현재 부대 전원이 영국으로 망명하여 신세를 지고 있다.

#### 영국 청교도 아마쿠사식 교파
타테미야 사이지(建宮 斎字 다테미야 사이지[*]) C.V.: 토리우미 코스케/덩컨 브래넌/최지환
아마쿠사식 크리스트 처교의 교황 대리. 마치 '다시 염색한 것 같은 검디검은 머리카락'이 특징적이고, 목에는 소형 선풍기 네 개를 언제나 걸어두고 있다. 평상시의 행동을 구성하여 술식을 가다듬는 아마쿠사식 마술을 사용하는 '우상'의 스페셜리스트. 무기의 취급에도 정통하여 긴 플랑베르주를 한 손으로 가볍게 사용한다. 아마쿠사식 멤버 중 우시부카나 코우야기를 비롯한 남성들에게 '이츠와 은근히 가슴이 크다 설(設)'과 '츠시마 각선미설'을 비롯하여 아마쿠사식 여성들의 신체구성 정보들을 가지고 여러 가지 설을 만들어내는 등 아마쿠사식답게 긴급할 때를 제외하곤 교황 대리라는 직책을 가진 사람이란 걸 전혀 눈치채기 힘들 만큼 아마쿠사식 멤버들과 친분이 강하며 만만하게(?) 보이기도 하는 모양이다. 현재는 아마쿠사식 멤버 전부 영국 청교도의 비호 아래에 있다.
이츠와(五和 이쓰와[*]) C.V.: 가야노 아이/크리슈나 스미타/우정신
11권에서 처음 등장한 아마쿠사식 크리스트 처교의 소녀. 토우마에게 호의를 품고 있지만, 내성적이기에 대담한 행동으로 나오지 못한다. '물수건'을 건네주는 것만으로도 힘껏 분발한 것(14권에서 한 프랑스 인으로부터 수건도 좋은 방법임을 알아내기도 한다.). '사랑하는 여자는 신도 적으로 돌린다.'라는 말을 사실로 만들고 있다. 술식 '성인 죽이기'를 발동하기 위해 꼭 필요한 존재이다. 정말 화났을 땐 남성 중 아무도 가까이 가선 멀쩡히 돌아오기 힘들 듯한 분위기를 자아낸다. 무기로 프리울리 스피어(해군용 선상창)를 사용한다.

## 바티칸 시티

### 로마 정교
비아지오 부조니(ビアージオ・ブゾーニ 비아조 부소니[*]) C.V.: 와카모토 노리오/배리 얀델/서문석
로마 정교의 주교. '여왕 함대'와 기함 '아드리아 해의 여왕', '각한의 로사리오'을 맡게 된 지휘관. 호사스러운 법의를 몸에 두르고, 목에는 각각 수십개의 십자가를 단 목걸이를 네 개 걸고 있다. 40대. 주님의 위광 아래에 없는 사람은 전부 사람이 아니라고 인식하고 있고, 세계의 모든 것은 로마 정교로만 가득 차야 한다고 생각하는 원리주의자. 십자가에 담겨진 전승을 바탕으로하여 공격기술로 바꾸는 마술을 사용한다. 언제나 정중하면서도 무례한 어조이지만, 이성을 잃으면 바로 그 시점부터 천박해진다. 12권에서 리드비아 로렌체티와 런던탑에 갇혀있는 것이 밝혀졌다.
오리아나 톰슨(オリアナ・トムソン) C.V.: 유즈키 료카/제니퍼 그린/이주희
마술계에 이름이 알려진 운반책. 여러 조직과 대립을 일으키면서도 반드시 추격자를 뿌리치기 위하여 수단을 가리지 않는 습관 때문에 별명은 '추적 봉쇄(루트 디스터브)'이며, 마법명은 'Basis104(주춧돌을 짊어지는 자)'이다. 여러 용도에 특화된 단어장 같은 마도서 '속기 사전(쇼트 핸드)'을 사용하는 마술사이다. 일인칭에 '언니'를 사용하는 등 용모와 더불어 요염한 분위기를 감돌게 한다. 행동의 근본에는 '사람을 위해서' 무엇인가를 한다고 정하고 있어 만인이 행복하고 가치관의 어긋남을 낳지 않는 세계를 항상 갈망하고 있다. 그 실현을 위해서는 마술, 과학 어느 쪽을 돕는 일도 마다하지 않는다.사실상 무소속이다.
9권과 10권에는 로마 정교로부터의 의뢰로 염원을 실현하기 위한 '스탭 소드(자돌항검)'의 운반을 맡는다.
토우마가 인정한 후키요세를 뛰어넘는 거유의 소유자. 게다가 오르소라와 달리, 완전히 어른스러운 '언니'적 대응을 보여주며, 빠져버리고 싶은 상냥함을 느끼게 하는 것 같다.
대한민국의 정식 발행본에서, 17권 이전까지는 '오리아나'로 표기가 되었지만 17권부터는 '올리아나'로 표기되었다.
그런데 이 역시 오리아나가 맞는 표현이지만 역자의 실수로 올리아나라고 번역을 잘못하게 된다.
17권에서 카미조 토우마와 함께 새로운 빛의 음모를 막기 위해 영국을 누빈다.
리드비아 로렌체티(リドヴィア・ロレンツェッティ)  C.V.: 사쿠마 레이/레이철 로빈슨/박신희
로마 정교의 시스터. 태어난 곳은 바티칸 시국으로, 포교를 위해서라면 뭐든지 하는 여자. 특히 사회에서 거부되는 자들을 전문으로 포교 활동을 실시하고 있고, 또한 새로운 포교를 위해 그들을 사용하는 것을 자랑으로 여긴다. 그것을 위한 스카우트 능력은 물론 애초부터 통솔, 관리 능력도 뛰어나게 훌륭하여 영국 청교도는커녕 로마 정교의 일부 상층부에 있어서도 눈엣가시이다.
상황이 곤란하게 돌아가는 것에 오히려 쾌락을 느끼며 그 성취감을 상상하여 즐기는 성격 때문에 별명은 '고해의 화요일(마르디그라)'(이건 모든 곤란을 사라지게 한 것에서 유래되었다)이다. 로라 스튜어트가 평가하길 '절벽같이 위태로우면서도 절(대)벽같이 든든한 녀석'
12권에서 런던탑에 갇혀 있는 것이 밝혀졌다.
전방의 벤토(前方のヴェント)  C.V.: 히라마쓰 아키코/카라 에드워즈/김은아
마술 진영 최심부에서 로마 정교 최대의 어둠 속에 있는 '하느님의 오른쪽 자리'라는 집단의 일원이며, 20억명의 신자를 둔 로마 정교도 내의 최종병기라고 할 수 있을 정도의 마술사. 그 힘은 교황 급에서는 효과가 없고, 학원 도시를 혼자서 괴멸시킬 만큼의 힘을 가지고 있다. 깊은 묘사는 없지만 '신의 아들'이 못과 창으로 찔려 순교한 것에서 착안한 듯, 얼굴의 여러 곳에 피어스로 구멍을 뚫어 술식을 자유자재로 구성한다. 자신의 천사 속성인 우리엘(신의 불)<Uriel>을 이용한 '천벌'의 술식을 사용한다. 13권에서 토우마의 손에 쓰러져 반쯤 재기불능으로 여겨졌으나, 18권 무렵에 영국으로 간다(아쿠아와 함께 왔으나 17권에서 벤토는 등장하지 않는다.)또한 20권에 등장하며 카미조 일행에게 도움(본인은 그럴의도가 없었던 것 같지만)을 주게 된다. 이때는 13권에서 토우마에게 쓰러져 발동불능이된 천벌 술식대신 아드리아해의 여왕을 이용하여 피암마와 대적하였지만 피암마에게 참패하였다. 명칭은 '바람'이라는 뜻의 이탈리아어 vento에서 유래하였다. 벤토가 처음 등장한 대한민국 정식 발행본 12권에서는 '벤토'로 표기가 되었으나, 후에 역자가 정정하였다. 그런데 사실은 '벤토'라고 번역하는 게 맞다. 역자의 실수의 실수이다.
좌방의 테라(左方のテッラ) CV오쓰카 호추/조지 맨리/홍진욱
로마 정교 최대의 어둠 속에 있는 '하느님의 오른쪽 자리'라는 집단에 속해 있는 마술사. 주요한 마법으로는 「빛의 처형」이 있다. 이 힘을 이용하여 모든 것의 우선순위를 바꿀 수 있다. 자주 사용하는 무기는 '밀가루 기요틴'이다. 14권 내용중 'C문서'를 둘러싼 항쟁에서 '빛의 처형' 술식의 약점을 간파한 카미조 토우마에게 패배한다. 그 후에, 후방의 아쿠아에게 살해당한다. 그 시체는 영국 청교도에 보내져, 카미조 토우마를 없애겠다는 예고장의 역할을 하였다. '이매진 브레이커'에 대해 무언가 알고 있었던 듯하다. '신의 약(라파엘)<Raphael>'의 성질을 가지고 있다. 명칭은 '대지'라는 뜻의 이탈리아어 terra에서 유래하였다.
후방의 아쿠아(後方のアックア) C.V.: 도치 히로키/앤드루 T. 챈들러/장민혁
로마 정교 최대의 어둠 속에 있는 '하느님의 오른쪽 자리'의 일원이자 성인이라는 특징을 가진다. 천사의 속성은 가브리엘(신의 힘)<Gabriel>. 대한민국에서는 '후방'과 '후장'의 발음이 비슷해서 일부 넷상에서는 후장의 아쿠아라고 놀림받기도 한다. 한때 영국에서 월리엄 오웰이라는 이름으로 용병을 하였으며 영국의 기사로 정식 임명받을 예정이었지만 기사 임명식이 열리기 일주일 전에 잠적하였다. 소식이 끊어진 덕에 만들다 만 이스커철(방패의 문장)이 직인의 집에 방치되어 있기도 한다. 주요 무기는 5미터 이상의 길이인 특대 메이스를 사용한다. 성인이면서 하느님의 오른쪽 자리라는 특성을 이용하여, '성모'의 힘을 사용하여 일반 다른 성인이 내는 힘의 2배 정도를 내도 육체가 멀쩡하다. 이동 방식은 물을 이용하여 미끄러지듯이 이동한다. 16권에서 칸자키 카오리와 성인 대 성인의 전투를 했음에도 칸자키 카오리가 밀릴 정도로 강하며 결국 칸자키 카오리가 힘으로 움직임을 봉쇄하고 카미조 토우마가 '이매진 브레이커'로 마술을 봉한 상태에서 아마쿠사식의 일원인 이츠와의 마술 술식 '성인 죽이기'에 의해 마력 폭주가 일어나 '성인'으로서의 힘과 '성모'로서의 힘이 서로 충돌하여 호수로 떨어진 뒤 그 호수를 증발시키면서 쓰러진다. 17권에서 다시 등장하며, 당시 '성인 죽이기'의 여파로 인해 '오른쪽 자리'의 술식은 사용할 수 없는 상황이다. 17권부터는 전체 길이 3.5m, 총중량 200kg의 강철의 대검 「성검 아스칼론」을 사용한다.이후에 전방의 벤토와 함께 영국에 들어온다. 영국에서 기사파 톱인 나이트 리더를 쓰러뜨리며 왕실파의 제3왕녀를 구한다(18권). 20권과 21권에서 싸우던 하마즈라와 합류하여 스스로를 용병이라 칭한다. '우방의 피암마'와 결판을 내기 위해 스스로 천사의 힘을 흡수한다. (그러나 대천사 가브리엘과의 전투에서 대천사의 힘의 50%를 흡수한 이후로 마법을 완전히 사용할 수 없게 되어 버린다.) 즉, '일반인'이 되어 버린다. 하지만 '성인'의 힘을 잃은 자신에게 하마즈라가 일어서라고 말하게 되고 그 말을 듣은 순간, 일어서게 된다. 마법명은 'Flere210(그 눈물의 이유를 바꾸는 자)'이다. 명칭은 '물'이라는 뜻의 이탈리아어 acqua에서 유래하였다.
우방의 피암마(右方のフィアンマ)
로마 정교 최대의 어둠 속에 있는 '하느님의 오른쪽 자리'라는 집단에 속해 있는 마술사. 붉은 색을 기조로 한 복장에, 호리호리한 몸에 세미롱 헤어스타일을 하고 있다. 천사의 속성은 미카엘(신과 같은 자)<Michael>. 천사의 속성이나 '우방'이라는 위치로도 알 수 있듯이 '하느님의 오른쪽 자리'의 실질적인 리더에 해당한다. 스스로를 '이 몸(오레사마. 즉, 자신을 높여 부르는 말)'이라고 하고 단지 자신이 우위에 있다는 것을 느끼고 싶어 로마 교황에게 폭력을 행사하고 건물을 부수는 등 굉장히 비인간적이고 이기적인인 성향을 지니고 있다. 사용하는 술식은 '성스러운 오른쪽'으로, 피안마의 어깨로부터 거대한 팔이 나와 그의 뜻대로 움직이게 하는 힘이다. 그 힘은 바티칸 전체의 힘을 집중시킨 교황의 구속 술식을 한번에 파괴하고 그 여파만으로 바티칸의 거리를 수백미터에 걸쳐 완전히 붕괴시킬 정도로 엄청나다. 또한 21권에서는 4권에서 나왔던 대천사 가브리엘을 소환하여 자신의 목적을 위한 도구로써 사용하고 각지의 로마정교의 구조물로부터 '베들레헴의 별'을 만들어 공중에 띄운다. 자신이 약한 탓에 술식은 완전하지 못해서 한번 힘을 발휘하면 사라져버릴 정도로 불완전하며, 이를 보완하기 위해 카미조의 오른팔(이매진 브레이커)과 인덱스의 머리 속에 저장된 금서들을 노리고 있다. 나타나는 팔의 모양은 이름과는 달리 마치 불이 붙은 닭발과 같이 추악한 형상을 하고 있다. 또한 22권에서는 일시적으로 모든조건을 갖추어 완전한 상태가 되지만 흡수한 이매진 브레이커가 사라지며 불안정할 때보다 훨씬 불안정해지면서 카미조 토우마에게 패배 그 후 카미조 토우마에 의해 베들레헴의 별에서 구해지게 되며 그 후에 나타난 알레이스터 크로울리에 의해 오른팔이 잘려나가지만 목숨은 부지하였고 올레우스,실비아에게 발견된다. 명칭은 '불'이라는 뜻의 이탈리아어 fiamma에서 유래하였다. 대한민국 정식 발행본에서는 13권부터 시작해서 계속 우방의 피안마라고 잘못 번역되지만 사실 우방의 피암마라고 번역을 해야 한다. 이 부분도 대한민국의 어떤 마술의 금서목록 단행본 번역자의 실수이다.

## 러시아

### 러시아 정교
사샤 크로이체프(サーシャ・クロイツェフ) C.V.: 데라사키 유카/케이트 옥슬리/최정현
러시아 정교 '섬멸 백서(Annihilatus)'소속의 수녀. 꽤 아슬아슬한 구속복을 몸에 휘감고, 해머나 톱같은 고문 용구를 몸에 지니고 있다. 회화는 상대방의 질문에 대해서 답하는 것만이 이상적인 편.
'엔젤 폴(천사 낙하)' 사건 때 육체에 가브리엘(신의 힘)의 영혼이 깃들어 미샤 크로이체프라는 이름으로 등장한다.
상사가 상당한 일본통이며, 전술 구속복과 학원 도시에서도 유명한 모 애니메이션의 캐릭터의 수제 코스튬을 자주 입게 한다고 한다.
바실리사(ワシリーサ)
러시아 정교 '섬멸 백서'소속의 수녀. 사샤의 상사.
성격은 대담하고 수다스러우며, 손윗사람인 니콜라이 뿐만 아니라 총대주교, 로라나 로마 교황 상대를 상대로도 농담을 한다. 연하의 귀여운 아이를 매우 좋아하고, 현재는 사샤를 몹시 사랑하고 있다. 상당한 일본통이지만 지식이 어떤 방면으로 치우쳐 있어, 사샤에게 아슬아슬한 구속복이나 유명한 애니메이션 캐릭터의 코스튬을 입히려고 해서 그 때마다 미움 받는다.
본인 왈 「자신이 제일 강하니까」라는 이유로 소속 조직의 정리역이 되고, 실제로 사샤의 도망을 도울 때는 부하인 「섬멸 백서」의 마술사들을 압도하고 주교인 니콜라이도 일방적으로 타도할 정도이다. 또한 바실리사라는 이름은 러시아 민화의 여주인공으로부터 따온 것으로 실제 그 여주인공의 잔해(?)라고 니콜라이가 말했다.
니콜라이 주교

### 마술결사들

#### 하느님의 오른쪽자리
총 4명이며 로마 정교이다
전방의 벤토,우방의 피암마,후방의 아쿠아,좌방의 테라가 있다.
실질적 리더는 우방의 피안마이다.
일반 마술을 사용하지 못하는 리스크는 있지만 엄청나게 강한마술을 사용할 수 있다.
벤토(우리엘),테라(라파엘),아쿠아(가브리엘),피암마(미카엘) 옆의 괄호는 멤버의 이름을 대변하는 천사이름이다.
네명모두 카미조를 살해하려고 했지만 모두 실패하였다.
13~22권까지 스토리를 이해하는데 가장 큰 열쇠이다.
콩가루 마술집단 이다(대표적으로 아쿠아가 테라를 살해한다).
지금까지의 스토리로 이미 3차 세계대전 이후 해체된 집단이다.

#### 날개 있는 자의 귀환
아스텍계의 마술 결사, 중미 최대의 마술 결사라 한다. 이름은 초전자포 소설판에서 처음 등장한다.
에차리(우나바라 미츠키(가명) 에차리[*]) C.V.키시오 다이스케/저스틴 페이트/장민혁
그룹의 일원, 카미조 그룹의 감시를 위해 파견되었다가 암살에 실패, 학원도시의 어둠, 그룹의 일원이 된다.
미사카 미코토를 좋아하며, 그녀때문에 카미조의 암살도 망설였다.
무기로는 흑요석 나이프 (대상을 분해시킴), 달력돌의 두 원전을 사용한다.
쇼치틀
과거 시체직인이라는 일을 하였으나 민간인 희생 작전의 거부라는 이유로 원전과 융합, 에차리의 처리를 위해 파견되었다.
그러나 에차리에게 패배, 현재는 그의 노력으로 구조된다.
텍파틀
과거 작전, 지휘를 담당, 에차리에게 패배 (사망 추정)
토치틀리
쇼치틀의 전우, 텍파틀의 '달토끼'의 재료로 이용되었으나 역시 에차리에 의해 구조된다.

#### 새벽빛 햇살
영국 최대의 황금계 마술결사, 카미조를 22권 후에 구해준 조직
레이비니아 버드웨이
새벽빛 햇살의 보스, 심각한 사디스트다.
동생으로 패트리시아가 있다. 그러나 동생은 마술에 대해서는 모른다.(정확히는)
마크 스페이스
새벽빛 햇살의 일원, 버드웨이의 조언자 역할이다.
타로 카드를 마술에 대입, 사용한다. 대 아르카나 없이 소 아르카나만으로도 우리엘의 텔레즈마를 소환할 정도로 뛰어난 마술사이다.

#### 그렘린
제 3차세계대전에서 패전한 자들이 모인 마술 집단(종전을 바라지 않는자들 이다).레이비니아 버드웨이가 처음 언급한다

#### 외눈의 오티누스(마신)
올레루스와 달리 완전한 마신.신약 3권에서 (마리안 슬링게이나와 통화로)첫 등장
<마신은 모든 마술사들의 금자탑 이다>

#### 그렘린의 마술사들
마술 뿐만 아니라 과학기술도 섭렵하고 있다.
엄청난 프로 마술사들을 보유중(토르,상드리옹 등).
대표 마술사로 드베르그(본명 마리안 슬링게이나)가 있다.

#### 기타
땅 거미의 출구 (황금계 마술결사)
멤버는 알려지지 않음.
SS번외편에서 패트리시아와 연관되어 등장하나 실질적인 등장은 하지 않음.
S.M. (황금 야명)
새로운 빛

## 기타 진영
아우레올루스 이자드(アウレオルスイザード) C.V.: 스기타 토모카즈/제이슨 리브렉트/홍진욱
로마 정교에 소속해 있던 연금술사로 마법명은 'Honos628(나의 명예는 세계를 위해서)'이다. 학원도시의 미사와 학원을 마술로 무장하여 로마 정교, 카미조 측과 대치한다. 이전에는 마술사에게 대항책으로서 교회를 위해 마도서를 쓰는 비밀기록관(칸세라리우스)이었지만, 인덱스와 만나고 나서 그녀를 구하는 방법을 찾아 거친 황야에 내딛는다. 그리고 그 열쇠가 되는 히메가미 아이사를 노리고 미사와 학원을 점거한다. 자신이 생각하는대로 현실을 컨트롤하는 '알스 마그나(황금 연성)'를 사용한다. 카미조와 싸우던 중 스테일의 신기루로 인해 카미조가 공격에 맞지 않자 위기를 느끼고 자멸한다. 이싸움에서 잠시 동안이었지만 카미조토우마의 이메진브레이커가 몸전신에서 작용하다가 드레곤스트라이크가 발동되었다.
아우레올루스 더미(アウレオルス・ダミー)
아우레올루스 이자드가 '경비 장치'로서 만들어 낸 가짜. 접한 것을 순간적으로 금으로 변환시키는 금속족의 연금술 '순간 연금(리멘 마그나)'을 쓴다. 애니메이션에는 등장하지 않는다.
카미조 토우야(上条 刀夜 카미조 토야[*]) C.V.: 노무라 켄지/크리스토퍼 새벗/서문석
카미조 토우마의 아버지. 아들의 불행 체질을 몹시 걱정하여 해외 출장 시에는 부적같은 이상한 선물들을 사다주고 있다. 아들과 막상막하의 플래그 체질이기도 하다. 아마 토우마의 플레그 체질은 그에게서 물려받은 듯 그에 있어서 질투심을 느끼는 시이나는 '무섭지만 조금 사랑스럽다'는 말로 표현하는 듯하다. 천사 타락(Angel Fall 엔젤 폴)을 일으킨 장본인이지만(그는 오컬트 물품을 방에다 모으고 있었는데, 어느 날 우연히 물품의 모든 위치가 풍수지리에 맞아떨어져 대천사가 내려와 세상을 멸망시키려다가 마법으로 집이 부서(졌다기보단 거의 사라)지는 바람에 다시 돌아간다), 본인은 무자각일뿐더러 마술에 대해서도 모르는 사람이다.
카미조 시이나(上条 詩菜 가미조 시나[*]) C.V.: 이노우에 기쿠코/리디아 매케이/은정
카미조 토우마의 어머니. 남편이자 토우마의 아버지인 토우야와는 학생시절에 알게 되었다. 꽤 질투심이 많은 탓인지, 남편이 다른 여성과 이야기할 때마다 얼굴의 그림자가 진해진다. "어머나"가 말버릇. 부부 싸움 할 때에는 주위에 있는 것을 닥치는 대로 내던진다. 취미는 파워드 패러글라이딩.
히노 진사쿠(火野 神作 히노 진사쿠[*])
'엔젤님'의 사명에 따라 28명의 목숨을 빼앗은 탈옥범. 어째서인지 수수께끼의 대마술 '천사 낙하(Angel Fall 엔젤 폴)'의 영향을 받지 않았기 때문에, '천사 낙하(Angel Fall, 엔젤 폴)'의 실행자라고 주목받게 된다. 하지만 그 이유는 그가 이중인격이었기 때문이다  '엔젤님'이라는 인격과 모습이 바뀌었기에 모습의 변화가 없는 것이였다. 애니메이션에서는 등장하지 않는다.
야미사카 오우마(闇咲 逢魔 야미사카 오마[*])
일본 신토 계의 마술사. 전신을 새까맣게 뒤덮은 것으로 미루어보아, 마치 마피아 관계자처럼 보이기도 한다. 오른팔에 가래나무 활을 붙인 호구를 달고, 현을 당기는 것만으로 공격을 가능하게 한다. 어떤 여성의 저주를 풀기 위해 '포박자'의 지식을 원하여 인덱스를 유괴한다. 주박술에 능하기도 하다.
미사카 미스즈(御坂 美鈴 미사카 미스즈[*])
미사카 미코토의 모친. 언뜻 보면 대학생 언니라고 보일 정도로 용모가 젊고, 스타일도 좋다. 기본적으로 장난치기를 좋아하여 딸을 놀리는 것을 즐기고 있다. 현재 일 때문에 런던을 떠날 수 없는 남편이 있어 자신은 대학에 다니고 있다. 술에 취하게 되면 액셀레이터나 카미조도 감당이 힘들다.
패트리시아 버드웨이
레이니비아 버드웨이의 동생, 평범한 민간인이다.
그러나 해양학에 재능이 있어 인터넷에서 논문을 발표, 유명 과학자에게 상당한 호평을 받은적 있다.